# Centre de la photographie de Mougins
Le Centre de la photographie de Mougins est un lieu d'exposition voué à l'image et à la photographie contemporaine, inauguré le 3 juillet 2021, situé à Mougins, dans le département des Alpes-Maritimes.

## Expositions
- « 1001 », Isabel Muñoz, du 3 juillet au 3 octobre 2021
- « L’amour toujours : », Jenny Rova et Natasha Caruana (en), du 29 octobre 2021 au 30 janvier 2022
- « La clairvoyance du hasard », Li Lang et Yuki Onodera, du 26 février au 22 mai 2022
- « Every day is Saturday », Tom Wood, du 18 juin au 16 octobre 2022
- « Photographier les vodous : », Catherine De Clippel, du 5 novembre 2022 au 5 février 2023